# 耶尼傑 (梅爾辛省)
耶尼傑是土耳其的城鎮，由梅爾辛省負責管轄，位於該國南部，距離首府梅爾辛43公里，始建於1543年，海拔高度30米，主要農作物有棉花、蔬菜、柑橘和小麥，2011年人口8,825。